# Лёд-девять (Воннегут)
Лёд-девять — вымышленная полиморфическая модификация воды, описанная писателем Куртом Воннегутом в романе «Колыбель для кошки», более термостойкая, чем обычный лёд. Хотя по названию эта модификация и совпадает с реально существующей формой льда, их характеристики резко отличаются.

## Характеристики
Тает при температуре 114,4 °F (45,8 °C), а при контакте с более холодной жидкой водой ведёт себя как центр кристаллизации для соприкасающейся с ним воды, которая быстро затвердевает и тоже превращается в лёд-девять. Таким образом, попав в любой водоём, так или иначе сообщающийся с Мировым океаном (посредством ручьёв, болот, рек, подземных источников и прочего), лёд-девять мог вызывать кристаллизацию большей части воды на Земле и впоследствии — гибель жизни на планете.

## В книге
В результате несчастного случая лёд-девять всё-таки попадает в мировой океан, и тот превращается в лёд-девять.

## История
Во время работы в General Electric Воннегут узнал, что работавший там ранее Ирвинг Ленгмюр в начале 1930-х придумал идею о стабильном при комнатной температуре льде в надежде, что посетивший компанию Герберт Уэллс вдохновится на рассказ об этом, однако они так ничего и не опубликовали. Отмечалось, что он также навеян работами Бернарда Воннегута по разгону облаков иодидом серебра.
Когда Воннегут писал роман, было известно всего восемь кристаллических модификаций льда. Сейчас установлено существование уже 19 модификаций льда, включая настоящий лёд IX, который обладает иными свойствами, чем в романе.

## Упоминания в других художественных произведениях
«Лёд-9» упоминается в фильме «Рекрут» в качестве идеи-прототипа для создания компьютерного вируса с одноименным названием, способного распространяться по электрическим проводам и парализовать всю систему электроснабжения в стране.
Также «лёд-9» (ice-9) упоминается в последнем сезоне сериала «В поле зрения», в качестве компьютерного вируса, предназначенного для поражения системы «Самаритянин».
Российская группа 25/17 записала два альбома и несколько синглов от имени сайд-проекта «Лёд 9». Эти записи отличаются от основного творчества группы в том числе антиутопическим содержанием.
«Ice 9» — композиция американского гитариста Joe Satriani, вышедшая в альбоме «Surfing with the Alien».
«Лёд 9» — название альбома группы «Смысловые галлюцинации», выпущенного в 2001 году.
«Ice-9» упоминается в игре Nine Hours, Nine Persons, Nine Doors. Сказано, что изначально это несуществующая вымышленная материя, но ученые в мире игры доказали её существование.
Американская металкор-группа Ice Nine Kills отсылает своим названием ко «льду-9» из произведения Воннегута.